# Mechanicsburg (Ohio)
Pour les articles homonymes, voir Mechanicsburg.
Mechanicsburg est un village américain situé dans le comté de Champaign, dans l'Ohio. Selon le recensement de 2010, sa population est de 1 644 habitants.